# 広瀬久兵衛
広瀬 久兵衛（ひろせ きゅうべえ、寛政2年8月2日（1790年9月10日） - 明治4年9月29日（1871年11月11日））は、日田の豪商で公益事業家。名は嘉貞（よしさだ）、字は子禮（しれい）、通称は土五郎（つちごろう）・正蔵（しょうぞう）・久兵衛（きゅうべえ）。号は南核（なんがい）、俳号は抹木（ふき）。兄に広瀬淡窓（ひろせたんそう）を持つ。日田市長、衆議院議員だった広瀬正雄は4代目の子孫、現大分県知事の広瀬勝貞は5代目の子孫。

## 経歴
豊後国日田郡豆田町魚町の博多屋三郎右衛門の三男として生まれる。兄淡窓に代わって21歳で家政をまかされ、西国郡代や諸藩の用達を勤める。文化14年（1817年）日田代官として着任した塩谷大四郎（しおのやだいしろう）の小ヶ瀬井路開削を中核となって支えた。その後、現在の宇佐市と豊後高田市の天領地域の干拓・新田造成事業を手掛けた。その中には自費で新田造成したものもある。天保3年（1832年）に掛屋を命じられる。人物、手腕、財力、地位、業績が九州内に知れ渡り、天保6年（1835年）塩谷大四郎が江戸に召還されたのちは、各藩が彼を迎え入れようとした。天保13年（1842年）より府内藩の財政改革に取り組み尽力した。また吉兆原（きっちょうばる）・庄ノ原（しょうのはる）を開拓し、元治水井路を開削した。幕府から一代帯刀・永世苗字を許可された。
大正4年（1915年）、従五位を追贈された。